# Robert III de Beu
Pour les articles homonymes, voir Robert III et Robert de Dreux.
Robert III, vicomte de Beu et de Bagneux est le fils de Robert II de Dreux, 2e vicomte de Beu, et de Yolande de Vendôme, fille de Jean V, comte de Vendôme
Vers 1347, il sera nommé Grand maître de France de la maison du roi.
Il est le 3e seigneur du nom de la branche cadette des "seigneurs de Beu" qui s'éteindra à la fin du XVIe siècle (cf. la Liste des vicomtes de Beu)

## Blason
"échiqueté d'or et d'azur à la bordure engrelée de gueules" (cf. Armorial des Capétiens)

## Origine du nom
Beu, le nom ancien de Bû (Eure-et-Loir) semble venir de l'abréviation des désignations latines Beucum ou Beutum sous lesquelles le village est cité au Moyen Âge.

## Histoire
Il épouse en premières noces (1315) Béatrix de Courlandon (désignée ainsi du nom de son 1er mari, et mère de l'archidiacre de Paris Gérard de Courlandon : cf. Père Anselme : Maison de France), en secondes noces (1325) Isabeau (Isabelle) de Saqueville, et en troisièmes noces (ap. le 26.08.1346) Agnès de Thianges, dame de Valéry, fille de Gilles.
Il aura, avec Béatrix de Courlandon, trois enfants :
- Isabelle de Dreux (v. 1316) qui épouse, en 1327, Pierre Ier Trousseau, sire de Launay, Chasteaux et Véretz († 1340 ; veuf d'une 1re femme de nom inconnu qui lui donna Marguerite Trousseau, femme de Hardouin Ier d'Avoir sire de Château-Fromont, d'où Jeanne d'Avoir, femme de Jean II ou III de Bueil) : leur fils Pierre II Trousseau marie Bertrande vicomtesse de Bruniquel en partie, d'où la vicomtesse Isabeau Trousseau de Bruniquel († vers 1440), mariée à  Raimond-Roger II de Comminges-Couserans
- Robert IV de Dreux (v. 1317-1366), seigneur de Beu, marié avec Isabeau des Barres (+ ap. 1354) fille de Jean des Barres.
- Béatrix de Dreux (v. 1319-1356), mariée, en 1339, à Thibaut IV de Mathefelon.

Il aura, avec Isabeau (Isabelle) de Saqueville, deux enfants :
- Marguerite de Dreux (v. 1320-1349), abbesse du Lys (près de Melun)
- Jeanne de Dreux (v. 1326-1358), premier mariage avec Jean III de Brie de Serrant († 1356) et second mariage avec Drouin de Trainel.

Il aura, avec Agnès de Thianges, deux enfants :
- Robert VI de Dreux, seigneur de Beu (v. 1347-1391), marié avec Yolande de Trie.
- Marguerite de Dreux (v. 1350-1400), dame de Bagneux et de la Chapelle Gautier, mariée, en 1379, avec Roger de Hellenvilliers.

## Sources
- « Petite et grande histoire de Bû (Beu) »